# Hulków
Hulków (ukr. Гулків) – dawna wieś, obecnie wschodnia część wsi Korzelice na Ukrainie w rejonie lwowskim (wcześniej w rejonie przemyślańskim), należącym do obwodu lwowskiego. Rozpościera się wzdłuż ulicy Myru.

## Historia
Hulków to wieś, stanowiąca w XIX wieku gminę jednostkową w Bezirk Przemyślany, liczącą w 1854 roku 185 mieszkańców; od 1867 w powiecie przemyślańskim. Następnie połączona z Korzelicami w jedną gminę, nazywaną Korzelice lub Korzelice-Hulków.
W II Rzeczypospolitej w powiecie bóbreckim województwa lwowskiego, od 1 sierpnia 1934 w zbiorowej gminie Dobrzanica. Po wojnie w ZSRR.